# 素砂駅
素砂駅（ソサえき）は、大韓民国京畿道富川市素砂区素砂本洞にある、韓国鉄道公社（KORAIL）京仁線と首都圏電鉄西海線の駅である。駅番号は京仁線が147、西海線がS16。両線ともにソウル神大という副駅名がある。

## 歴史
- 1997年4月30日 - 京仁線開業[1]。
- 2011年4月22日 - 素砂元時線着工。
- 2015年12月22日 - 大谷素砂線着工[2]。
- 2018年6月16日 - 首都圏電鉄西海線開業[3]。
- 2023年7月1日 - 西海線の大谷駅 - 素砂駅間延長開通[4]。

## 駅構造

### 韓国鉄道公社
島式ホーム2面4線を有する地上駅で、外側2線のみ使用する。外側2線側には保安装置としてフルスクリーンタイプのホームドアを装備する。外側2線は急行電車の通過線であり、柵とロープで仕切られ閉鎖されている。
出入口は南側に1・２番出口、北側に3番出口が設けられている。

### のりば

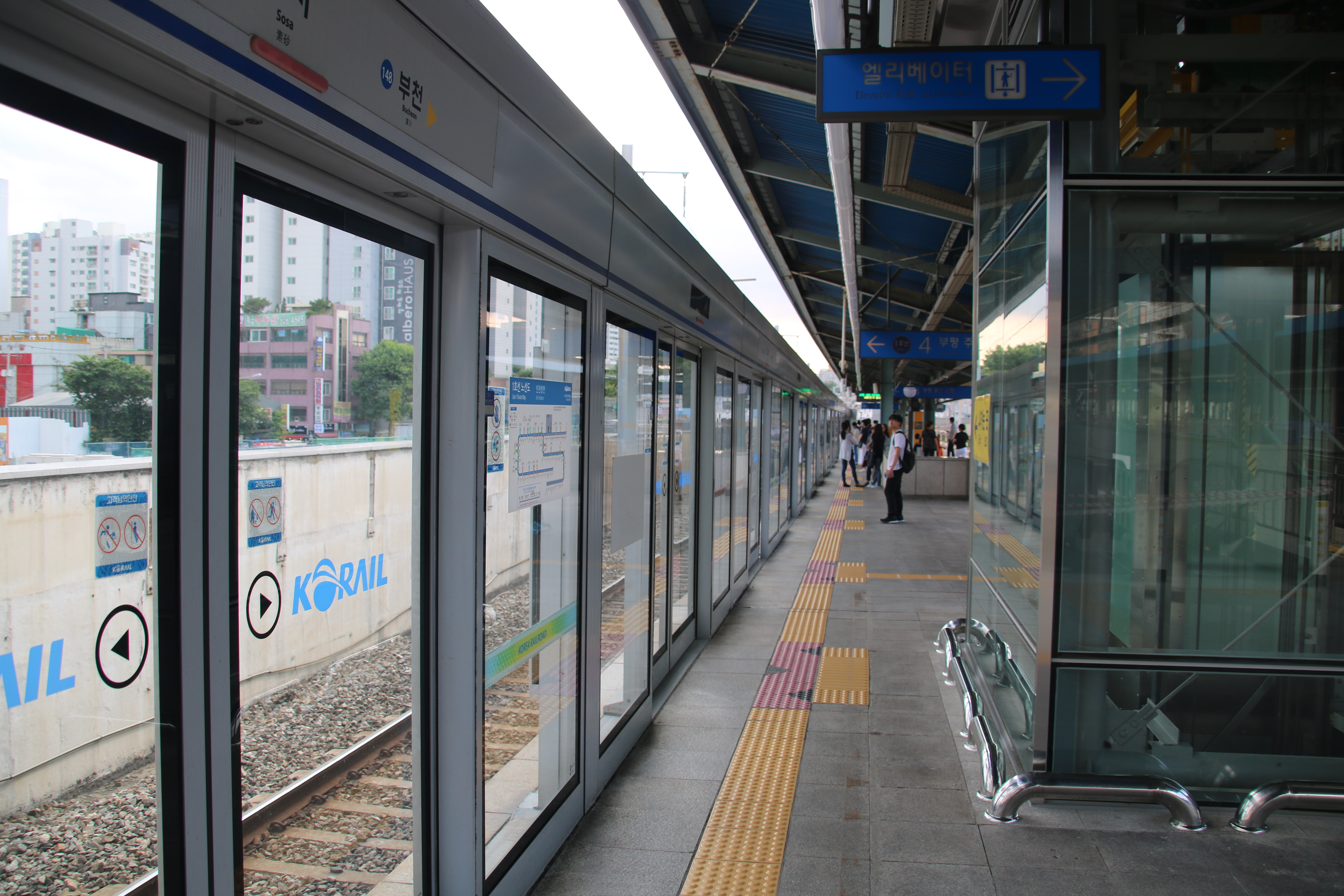
ホーム

| 番線 | 路線           | 種別 | 行先                                   |
| ---- | -------------- | ---- | -------------------------------------- |
| 1    | 京仁線（上り） | 緩行 | 九老・地下ソウル駅・清凉里・逍遥山方面 |
| 2    | 京仁線（上り） | 急行 | 上り電車の通過線のため閉鎖             |
| 3    | 京仁線（下り） | 急行 | 下り電車の通過線のため閉鎖             |
| 4    | 京仁線（下り） | 緩行 | 富川・富平・朱安・仁川方面             |

- ホーム

### 西海鉄道

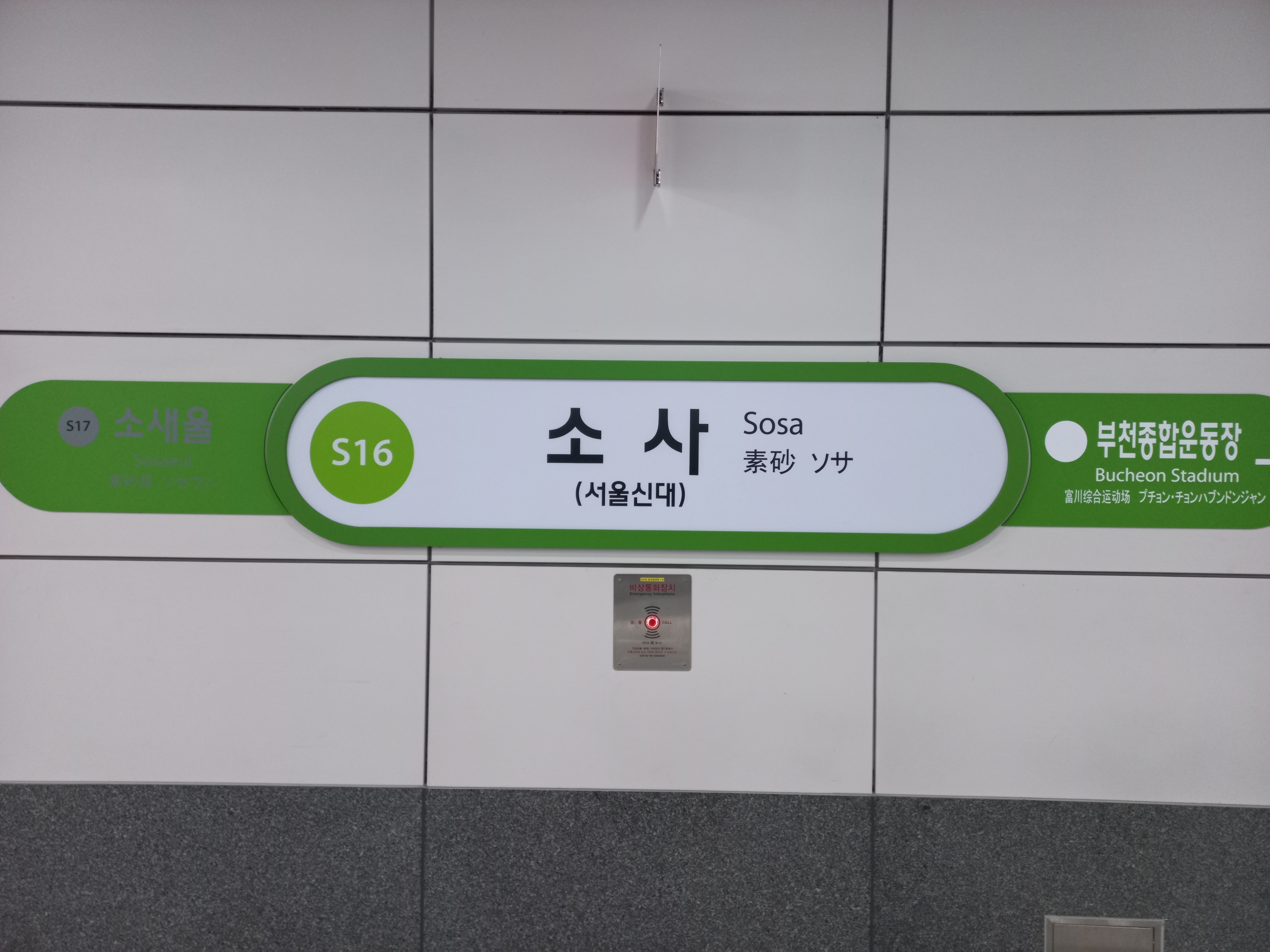
駅名標

相対式ホーム2面2線を有する地下駅である。

### のりば
のりばの番号は存在しない。
| 番線 | 路線   | 行先                     |
| ---- | ------ | ------------------------ |
| 上り | 西海線 | 金浦空港・大谷方面       |
| 下り | 西海線 | ソセウル・草芝・元時方面 |

## 利用状況
近年の一日平均乗車人員推移は下記の通り。なお、西海線の2018年は開業日の6月16日から12月31日までの198日間を基準にしたものである。
| 路線   | 路線     | 2000年 | 2001年 | 2002年 | 2003年 | 2004年 | 2005年 | 2006年 | 2007年 | 2008年 | 2009年 | 出典  |
| ------ | -------- | ------ | ------ | ------ | ------ | ------ | ------ | ------ | ------ | ------ | ------ | ----- |
| 京仁線 | 乗車人員 | 16,998 | 20,933 | 23,500 | 24,796 | 20,420 | 20,461 | 19,438 | 19,682 | 19,809 | 18,983 | [ 5 ] |
| 京仁線 | 降車人員 | 13,003 | 18,042 | 19,083 | 22,255 | 19,282 | 19,806 | 19,969 | 19,189 | 19,371 | 18,786 | [ 5 ] |
| 路線   | 路線     | 2010年 | 2011年 | 2012年 | 2013年 | 2014年 | 2015年 | 2016年 | 2017年 | 2018年 | 2019年 | 出典  |
| 京仁線 | 乗車人員 | 17,935 | 17,423 | 16,159 | 14,716 | 14,392 | 13,595 | 13,251 | 13,221 | 13,055 | 12,860 | [ 5 ] |
| 京仁線 | 降車人員 | 17,704 | 17,302 | 16,063 | 14,445 | 14,084 | 13,427 | 12,991 | 12,928 | 12,498 | 12,191 | [ 5 ] |
| 西海線 | 乗車人員 | 未開業 | 未開業 | 未開業 | 未開業 | 未開業 | 未開業 | 未開業 | 未開業 | 14,038 | 33,276 | [ 6 ] |
| 西海線 | 降車人員 | 未開業 | 未開業 | 未開業 | 未開業 | 未開業 | 未開業 | 未開業 | 未開業 | 14,017 | 33,276 | [ 6 ] |
| 路線   | 路線     | 2020年 |        |        |        |        |        |        |        |        |        |       |
| 京仁線 | 乗車人員 | 9,509  |        |        |        |        |        |        |        |        |        |       |
| 京仁線 | 降車人員 | 8,974  |        |        |        |        |        |        |        |        |        |       |
| 西海線 | 乗車人員 | 13,846 |        |        |        |        |        |        |        |        |        |       |
| 西海線 | 降車人員 | 13,885 |        |        |        |        |        |        |        |        |        |       |

## 駅周辺
- 富川税務署
- ソウル神学大学校
- 世宗病院
- 素明女子高等学校（朝鮮語版）
- 素砂区庁
- 素砂区保健所
- 素砂本1洞住民センター
- 富川レポーツ公園
- 富川聖母病院（朝鮮語版）
- 素砂洞住民センター

## 隣の駅
韓国鉄道公社
 京仁線
特急・急行
通過　
緩行
駅谷駅 (146) - 素砂駅 (147) - 富川駅 (148)
西海鉄道
 西海線
普通
富川総合運動場駅 (S15) - 素砂駅 (S16) - ソセウル駅 (S17)